# Alan Lloyd Hodgkin
Alan Lloyd Hodgkin OM, KBE, PRS (Banbury, Anglaterra, 5 de febrer de 1914 - Cambridge, 20 de desembre de 1998) fou un biofísic anglès guardonat amb el Premi Nobel de Medicina o Fisiologia l'any 1963.

## Biografia
Va néixer el 5 de febrer de 1914 a la ciutat de Banbury, població situada al comtat d'Oxfordshire. Va estudiar medicina a la Universitat de Cambridge i va ser membre de la Royal Society de Londres des de 1952, esdevenint el seu president entre 1970 i 1975.
L'any 1972 fou nomenat Cavaller per part de la reina Elisabet II del Regne Unit i el 1973 ingressà a l'Orde del Mèrit. Morí el 20 de desembre de 1998 a la ciutat de Cambridge.

## Recerca científica
Després de la Segona Guerra Mundial participà en el projecte de desenvolupament del radar centrimètric al Telecommunications Research Establishment (TRE). A la Universitat de Cambridge, i al costat d'Andrew Huxley, posaren les bases de la teoria de Hodgkin i Huxley, coneguda com a potencial d'acció, és a dir l'impuls elèctric transmès entre el sistema nerviós central i la resta de l'organisme, determinant la naturalesa química i física dels impulsos nerviosos.
L'any 1963 li fou concedit el Premi Nobel de Medicina o Fisiologia pels seus treballs descriptius de la transmissió elèctrica dels impulsos a través dels nervis, premi compartit amb l'australià John Carew Eccles i el seu col·laborador Andrew Huxley.